# 플리머스 (자동차)

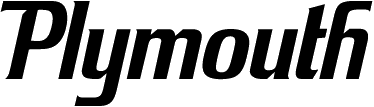

플리머스(Plymouth)는 1928년부터 2001년까지 크라이슬러와 이를 승계한 다임러크라이슬러에서 제조했던 자동차 브랜드이다.

## 같이 보기
- 닷지
- 지프 (자동차)
- 이글 (자동차)